# HMS Mjölner (P157)
HMS Mjölner (P157) var en av svenska marinens patrullbåtar. Det tjänstgjorde vid 46. patrullbåtsdivisionen i Karlskrona, och användes hösten 1992 som testplattform för Torped 45.. HMS Mjölner har även varit testplattform för prototypen till Bofors 57 mm APJ 7103 även benämnd 57 mm Mk2. Vid detta tillfälle så var pjäsen monterad inuti den vanliga höga pjäskupolen. Fartyget togs ur tjänst redan 1995, och skrovet har därefter fram till hösten 2009 använts vid träning i rökdykning hos Skyddstjänstskolan i Karlskrona 